# Tony Igy
Антон Александрович Игумнов (род. 6 июня 1985, Каменск-Шахтинский, Ростовская область, РСФСР, СССР), более известный как Tony Igy — российский исполнитель электронной танцевальной музыки. Наиболее известен своим хитом «Astronomia», который был первоначально выпущен в 2010 году. Ремикс Vicetone 2014 года стал всемирно известным в апреле 2020 года благодаря интернет-мему с танцующими носильщиками гробов.

## Карьера
Написанием музыки Антон начал заниматься в старших классах под вдохновением The Prodigy, Fatboy Slim, Daft Punk и Pakito.
Трек «Astronomia» был написан в FL Studio 4 в 2010 году примерно за пару месяцев. Семпл трека использовался в песне «My World» Игги Азалии. В 2020 году песня вновь стала набирать популярность, добившись популярности по всему миру и войдя в различные чарты.

## Дискография

### Альбомы
- Get Up (2013)[6]
- You Know My Name (2019)[7]
- Changes (2024) (как PRPLNOISE (TONY IGY))

### Мини-альбомы
- This Is My Gift And This My Curse (2010)[8]
- It’s Beautiful … It’s Enough (2017)[9]

### Синглы
2010
- «Astronomia» (бесплатный трек)

2012
- «Pentagramma»

2014
- «Astronomia» (бесплатный трек; совместно с Vicetone[англ.])[10]

2015
- «Run Away» (при участии Беллы Блю)
- «Open Fire»

2016
- «Don’t Turn Around» (при участии Syntheticsax)
- «Nelly»
- «Day in Day Out» (совместно с X-Chrome)

2017
- «Caruna»
- «Because of You»
- «Another»
- «Nuera»
- «Let’s Run»
- «I Can See»
- «For You Special»
- «The Dust»
- «Starlight»
- «Sentiment»
- «Misterio»
- «Meduzza»
- «I Wanna See You Now»
- «Civik»
- «Nelly»
- «The One for Me»
- «Playing»
- «Island»
- «Change»

2018
- «Yes I Do»
- «Show You How»
- «Roscoe’s (Shout Louder)»
- «Take Me Away» (совместно с Gio Nailati при участии Hoshi Soul)

2020
- «Street Sadness»
- «Happy Land»
- «Astronomia (Never Go Home)»